# Robbie Merrill

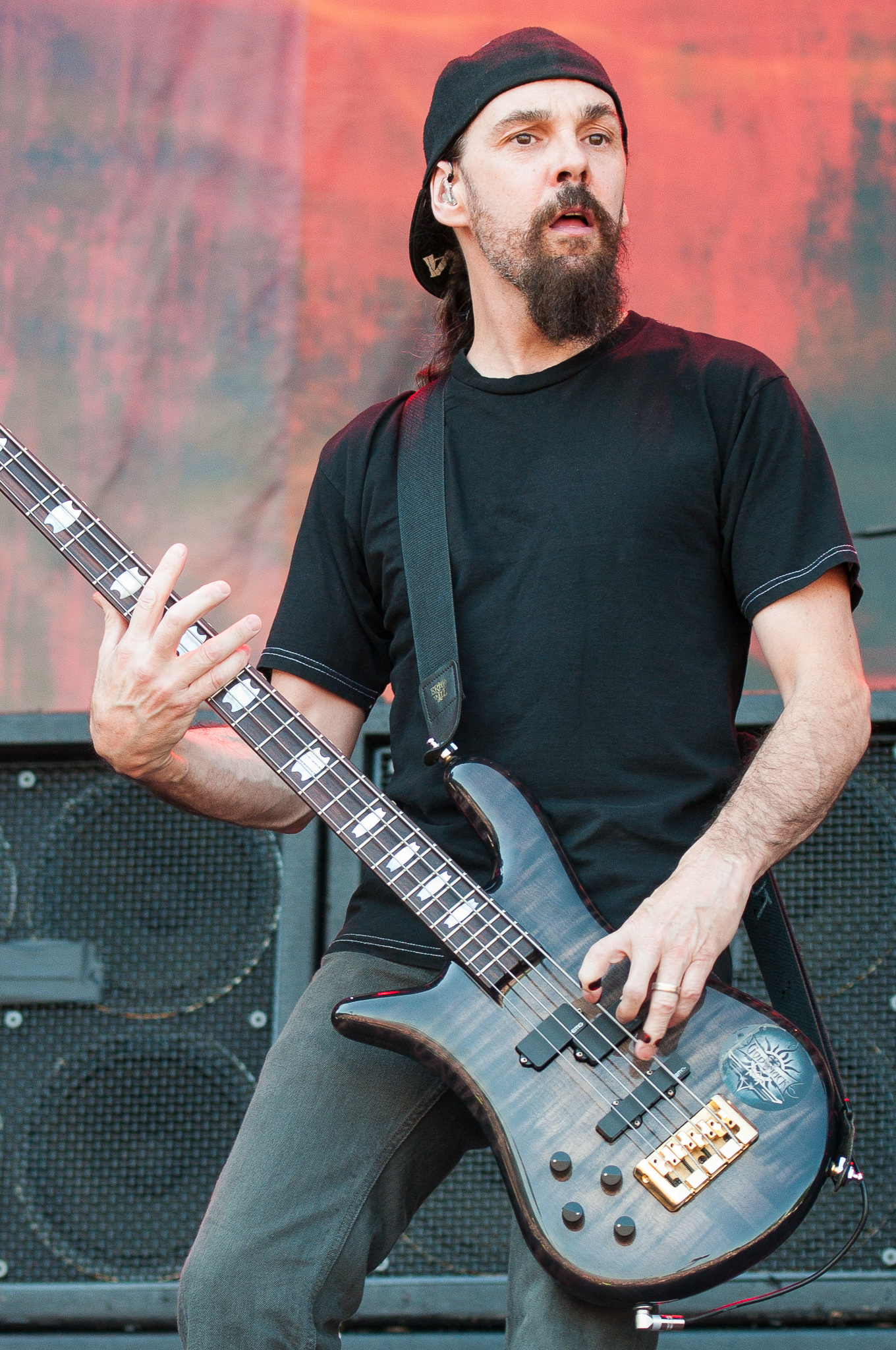
Robbie Merrill (2015)

Robbie Merrill (* 13. Juni 1963 in Lawrence) ist ein US-amerikanischer Bassist. Er ist Mitglied der Band Godsmack und spielte auch bei Another Animal.

## Werdegang
Merrill begann seine Karriere als Bassist im Alter von 14 Jahren, als er seine Spielzeugeisenbahn gegen einen Bass tauschte. Später spielte er in vielen verschiedenen Bands und arbeitete hauptberuflich als Zimmermann.
Im Jahre 1995 wurde Merrill Gründungsmitglied der Band Godsmack. Mit Godsmack veröffentlichte Merrill sieben Studioalben, von denen drei die Spitzenposition der US-amerikanischen Albumcharts erreichten. Weltweit konnten Godsmack mehr als 20 Millionen Alben verkaufen. Viermal wurden Godsmack für einen Grammy Award nominiert, gingen jedoch jedes Mal leer aus. Im Jahre 2001 wurden Godsmack mit dem Billboard Music Award in der Kategorie Rock Artist of the Year ausgezeichnet. Auch wenn Robbie Merrill Linkshänder ist schreibt er mit seiner rechten Hand. Durch einen Geburtsfehler kann er den Mittelfinger seiner linken Hand nicht bewegen.
Als Godsmack-Sänger Sully Erna während der Arbeiten am Studioalbum IV an einer Schreibblockade litt, gründete Merrill zusammen mit den anderen Godsmack-Musikern Tony Rombola und Shannon Larkin, dem Sänger Whitfield Crane (Ugly Kid Joe) und Lee Richards die Band Another Animal, die 2007 ein selbst betiteltes Album veröffentlichten. Vier Jahre später erschien noch eine Single, bevor sich Another Animal auflöste. 
Robbie Merrill ist verheiratet und hat drei Kinder. Er lebt mit seiner Familie in Florida.

## Diskografie
mit Godsmack
mit Another Animal
- 2007: Another Animal